# Judith Zaugg
Judith Zaugg (* 30. November 1970 in Bern) ist eine Schweizer Comiczeichnerin, Grafikerin und Illustratorin.
Zaugg besuchte an der Berner Schule für Gestaltung den Vorkurs und die Fachklasse für Grafik. 1993 gründete sie die Comic-Gruppe Gangloff, der sie bis 1998 angehörte. Seit 1997 arbeitet sie als freischaffende Grafikerin und Illustratorin. Für das 1997 entstandene Kinderbuch Bruno Orso fliegt ins Weltall (mit Karen Duve) erhielt sie 1999 den Eidgenössischen Preis für Gestaltung des Bundesamtes für Kultur, ebenso 2002 für ihre Illustrationen zu Grazia Pergolettis Kinderbuch Susa Flott und ihre haarsträubende Geschichte.
2000 nahm sie an der Ausstellung Bubbles ‘n’ Boxes ‘n’ Beyond des Swiss Institute New York teil. 2003 und 2007 nahm Zaugg am Fumetto-Comicfestival in Luzern teil. Zwischen 2003 und 2007 schuf sie unter dem Titel Lana Memox eine Comicserie zur Kunstgeschichte. Mit einer Ausstellung von Grafiken auf Röntgenbild-Betrachtern war sie 2003 bei der Biennale der Illustration in Bratislava und 2005 bei der Designmesse in Zürich vertreten.

## Weblink
- Website von Judith Zaugg